# Centaurea dumanii
Centaurea dumanii — вид квіткових рослин айстрових (Asteraceae). Ареал: Туреччина (Південна Анатолія); Сирія (Західно-Сирійські гори).
Centaurea dumanii близький до C. cassia, від якого він відрізняється, на додаток до раніше відомих діагностичних ознак, тим, що має обгортку від яйцюватої до довгастої та клиноподібної основи, майже плоскі придатки та сім’янки з розлогим і довшим папусом.